# Hochdorf (Szwajcaria)
Hochdorf (gsw. Hoofdere) –  miejscowość i gmina w środkowej Szwajcarii, w kantonie Lucerna, siedziba administracyjna okręgu Hochdorf. Leży nad jeziorem Baldeggersee.

## Demografia
W Hochdorfie mieszka 9 907 osób. W 2021 roku 21,9% populacji gminy stanowiły osoby urodzone poza Szwajcarią. 

## Transport
Przez teren gminy przebiega droga główna nr 26. 